# Джон Харриман
Капитан Джон Харриман (англ. John Harriman) — персонаж научно-фантастической вселенной «Звёздный путь», герой полнометражного фильма «Звёздный путь: Поколения».

## «Поколения»
В фильме «Звёздный путь: Поколения» Джон Харриман командовал «Энтерпрайзом-B» (англ. USS Enterprise-B) во время его испытательного полёта.
Во время этого полёта «Энтерпрайз» получил сигнал бедствия от эль-аурианских транспортных судов, попавших в таинственную энергетическую ленту. Несмотря на недоукомплектованность судна, капитан Харриман отдал приказ направить судно к месту бедствия.
«Энтерпрайз» прибыл на место слишком поздно, однако ему удалось спасти 47 эль-аурианских беженцев. При этом само судно попало в энергетическую ленту.
Скотти находит способ спасти судно. Беспокоясь об экипаже, за выполнение необходимых работ берётся находящийся на борту адмирал Кирк. Он благополучно освободил корабль, однако сам исчез и считался погибшим.

## В печати
В серии книг «Затерянная эра» рассказывается, что Харриман командовал «Энтерпрайзом» ещё долгое время после «гибели» Кирка. Он участвовал в Томедском инциденте с ромулянами и затем передал командование Деморе Сулу.